# Johannes Caspar
Johannes Caspar (* 28. Januar 1962 in Salzgitter) ist ein deutscher Jurist und Honorarprofessor. Er war von 2009 bis 2021 Hamburgischer Beauftragter für Datenschutz und Informationsfreiheit.

## Leben
Caspar legte sein Abitur 1981 in Hannover ab und leistete anschließend seinen Grundwehrdienst. Nach dem ersten juristischen Staatsexamen 1989 promovierte er 1992 an der Universität Göttingen und legte zwei Jahre später das zweite Staatsexamen ab. Von 1995 bis 1999 war er an der Universität Hamburg wissenschaftlicher Referent im Bereich des Umweltrechts, dabei Lehrbeauftragter ab 1996. 
1999 habilitierte er im Staatsrecht, Verwaltungsrecht und für die Rechtsphilosophie, im selben Jahr erhielt er eine vertretungsweise Professur an der Universität Marburg. Nach der Anwaltszulassung und einer Tätigkeit als Rechtsanwalt arbeitete er von 2000 bis 2002 am Deutschen Institut für Internationale Pädagogische Forschung in Frankfurt am Main. Von 2002 an war er stellvertretender Leiter des Wissenschaftlichen Dienstes im Landtag Schleswig-Holsteins. 2007 verlieh ihm die Universität Hamburg den Titel eines Honorarprofessors. Caspar lehrt an der Universität Hamburg und arbeitet als Schriftsteller. 
2023 erschien sein Sachbuch Wir Datensklaven. Wege aus der digitalen Ausbeutung. Caspar zufolge beruht die digitale Moderne auf der systematischen Verarbeitung von Subjektivität. Daten und Profile von Menschen sind die zentralen Ressourcen einer umfassenden Revolution der Effizienz, die sich auf allen Bereichen vollzieht. Als Schlüssel zur Zukunft vermitteln sie Macht und Einfluss. Ihre Ausbeutung führt zu Fremdbestimmung und Ungleichheit, zu Überwachung, zu Kontrolle und zur fortschreitenden Unfähigkeit zwischen Tatsachen und Fiktion zu unterscheiden. Caspar entwickelt Vorschläge und Ansätze, wie sich das daraus ergebende System in einer demokratischen und gerechten Weise überwinden lässt.
Seit 2023 ist Johannes Caspar Vorsitzender des Beirats von Transparency International Deutschland.
Caspar ist mit der Fernsehjournalistin Cathrin Caspar verheiratet.

## Wirken als Datenschutzbeauftragter
Am 31. März 2009 schlug ihn der Senat der Freien und Hansestadt Hamburg als neuen Datenschutzbeauftragten vor. Am 4. Mai 2009 wurde er in das Amt eingeführt.
Die erste öffentlichkeitswirksame Aktion Caspars war sein Vorgehen gegen das amerikanische Unternehmen Google Inc. wegen dessen Vorhaben, die Straßen und Gebäude Hamburgs für Google Street View aufzunehmen. Der Konflikt wurde nach Zugeständnissen von Google zunächst beigelegt.
Caspar rief die Initiative „Meine Daten kriegt ihr nicht!“ ins Leben und warnt Nutzer vor einer „digitalen Tätowierung“. Datenschutz müsse zur Aufklärung an den Schulen unterrichtet werden, um die kommenden Generationen für einen verantwortungsvollen Umgang mit ihren Daten im Netz zu sensibilisieren.
Zwei Monate nachdem Facebook eine Software zur automatisierten Gesichtserkennung eingeführt hatte, forderte Caspar die Löschung der erhobenen Daten, da die Praxis gegen deutsches und europäisches Datenschutzrecht verstoßen würde.
Caspar stufte die 2013 bekannt gewordene umfassende Speicherung von Metadaten aus Deutschland durch die National Security Agency als Verstoß gegen Art. 10 GG ein. Er widersprach damit einer Einschätzung von Juristen der Bundesregierung.
2015 legte Caspar nicht den turnusmäßigen Tätigkeitsbericht vor, sondern eine Mängelliste seiner Behörde. Die Ausstattung und personelle Situation sei nicht ausreichend, um die gesetzlichen Aufgaben zu erfüllen, wie die anlasslosen Kontrollen der öffentlichen Bereiche und Unternehmen, darunter XING, Parship, Facebook und Google.
Am 11. Juni 2015 wurde Caspar durch die Bürgerschaft der Freien und Hansestadt Hamburg in seinem Amt bestätigt. Die Wiederwahl erfolgte mit 94 Ja-Stimmen gegen 8-Nein Stimmen bei 3 Enthaltungen (Plenarprotokoll 21/8 vom 11. Juni 2015, S. 440).
Caspar gehört zu den Initiatoren der Charta der Digitalen Grundrechte der Europäischen Union, die Ende November 2016 veröffentlicht wurde.
Seit 2015 vertritt Caspar die Aufsichtsbehörden der Bundesländer in der Art.-29-Datenschutzgruppe, die auf EU-Ebene die Kommission in Fragen des Datenschutzes berät.
Caspar wird von der Wochenzeitung Politico im jährlichen Ranking zu den 28 einflussreichsten Personen für 2020 in Europa gezählt.
Am 22. Juni 2021 endete Caspars Tätigkeit als Datenschutzbeauftragter der Stadt Hamburg nach zwei Amtszeiten von insgesamt zwölf Jahren Dauer. Am 18. August 2021 wählte die Hamburgische Bürgerschaft Thomas Fuchs zum neuen Hamburgischen Beauftragten für Datenschutz und Informationsfreiheit.

## Auszeichnungen
Für seine Habilitationsschrift Tierschutz im Recht der modernen Industriegesellschaft – Eine rechtliche Neukonstruktion auf philosophischer und historischer Grundlage verlieh ihm die Ludwig-Maximilians-Universität München 2000 den Felix-Wankel-Tierschutz-Forschungspreis.